# Thelocarpon impressellum
Thelocarpon impressellum är en lavart som beskrevs av William Nylander. 
Thelocarpon impressellum ingår i släktet Thelocarpon, och familjen Thelocarpaceae. Arten är reproducerande i Sverige.